# Всеобщие выборы в Аргентине (2007)

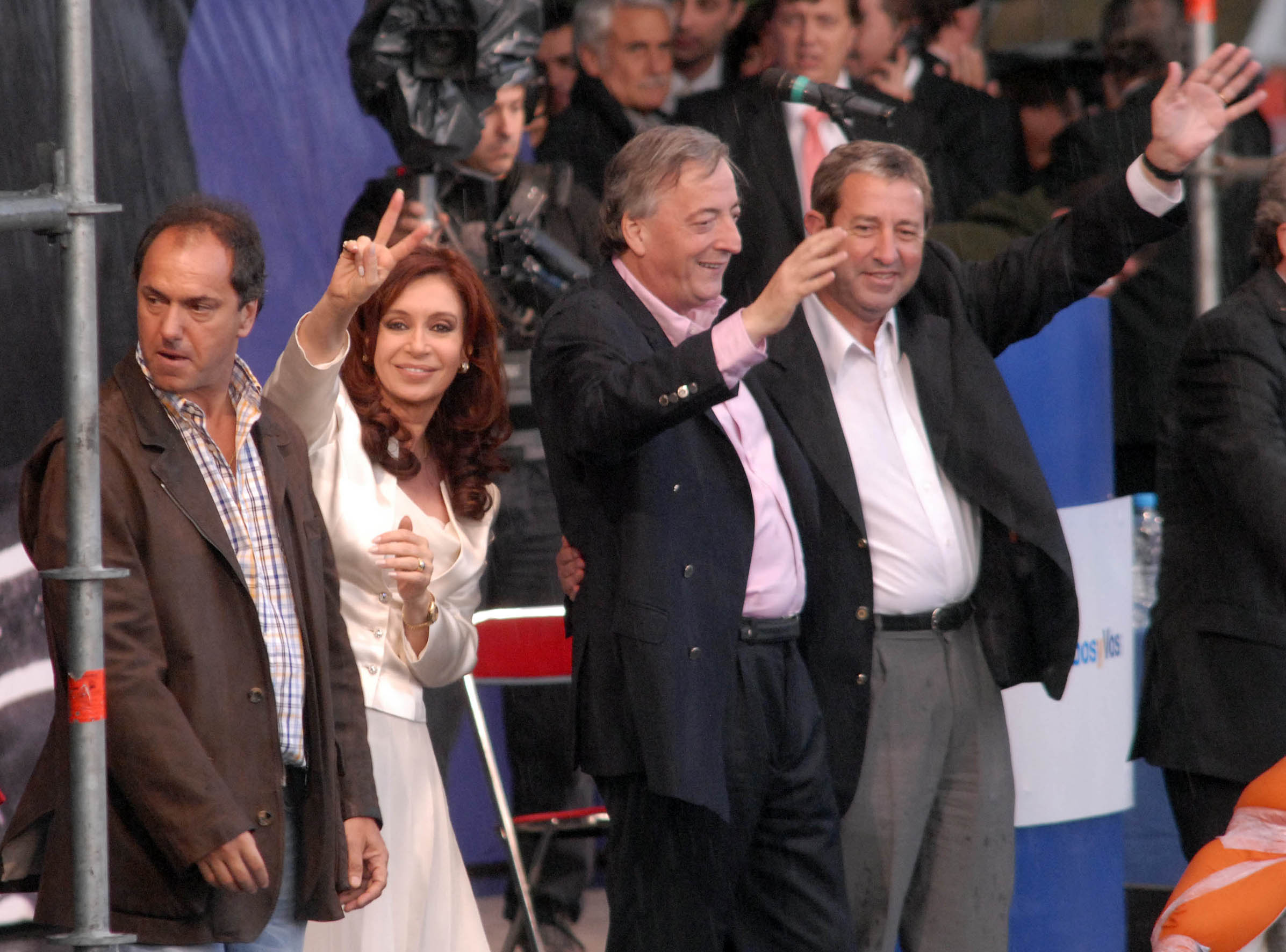
Даниэль Скиоли, Кристина Киршнер, Нестор Киршнер, Хулио Кобос во время предвыборной кампании 2007 года

28 октября 2007 года прошли Национальные президентские, парламентские и губернаторские выборы. Каждая из 23 провинций и автономный город Буэнос-Айрес считаются избирательными округами. Явка избирателей была 76,2 %.

## Общие сведения
Выборы преемника президента Нестора Киршнера были назначены на октябрь 2007 года. Киршнер отказался баллотироваться на второй срок. В дополнение к президентским выборам, произошли выборы депутатов в нижнюю палату парламента (Палата депутатов), а также восьми провинциях были избраны члены аргентинского сената (по закону каждая провинция избирает трех сенаторов, из них два от крупных партий и один от мелких партий). В большинстве провинций, национальные выборы проводились параллельно с местными, в результате чего увеличилась явка на выборах и возможность муниципалитетов избрать местных депутатов и мэров городов. Каждая провинция проводила выборы согласно местному законодательству, а другие провинции например Тукуман перенесла муниципальные выборы на другое число.
Согласно правилам проведения выборов в Аргентине, для победы в президентских выборах, кандидат должен набрать более 40 % голосов и иметь перевес на 10 % голосов от кандидата занявшего второе место. 19 июля президент Киршнер подтвердила своё решение участвовать в выборах 2007 года, от партии Фронт за Победу (FPV), левоцентристской партии перонистов. Чтобы иметь поддержку среди либералов, Киршнер выбрала губернатора провинции Мендоса Хулио Кобоса, кандидатом в вице-президенты.
Также в президентских выборах решил участвовать бывший министр экономики Роберто Лаванья (который порвал с Нестором Киршнером в конце 2005 года)),. Консерваторы и социалисты, составили четырнадцать кандидатов, зарегистрированных для голосования. Партия ГРС решила выдвинуть кандидатом Лаванью, и решила не выдвигать своего собственного кандидата.
Президент, который имел высокий рейтинг на протяжении четырёх лет в должности и упрочил высокие темпы роста в экономике Аргентины. В течение 2007 года Нестор Киршнер подвергся критике, в том числе из-за деятельности министра торговли Гильермо Морено, утверждений о причастности министра планирования Хулио де Видо во взяточничестве и кроме этого скандала с нелегальным ввозом в Аргентину 800.000 долларов США. Хотя эта критика не сильно повлияла на рейтинг президента.
Партия Фронт за победу, руководимая сенатором Кристиной Фернандес де Киршнер, имела ведущую роль во время избирательной кампании, и в итоге победила на президентских выборах без необходимости проведения второго тура выборов. Киршнер победила набрав 45,3 % голосов, фактически она победила во всех провинциях или округах, кроме Сан-Луис (где большинство голосов набрал Альберто Родригес Саа), Кордова (где большинство голосов набрал Лаванья), и город Буэнос-Айрес (где большинство голосов набрала Каррио). Каррио, которая получила 23 %. Выборы вошли в историю национальных выборов в Америке, потому что женщины набрали большее количество голосов и заняли первое и второе места в предвыборной гонке.

## Выборы губернаторов
Выборы губернаторов прошли в десяти провинциях в сентябре 2007 года, в которых партия Фронт за победу победила в шести провинциях. Хермес Биннер был избран губернатором провинции Санта-Фе, победив перониста Рафаэля Биельса, бывшего министра иностранных дел. Биннер таким образом, стал первым социалистический губернатором в истории Аргентины и первым не-перонистом избранным губернатором этой провинции. Левоцентристский кандидат Фабиана Риос (ARI) стала первой женщиной, избранной губернатором в Аргентине, выиграв в провинции Огненная Земля, в то время как в июне 2007 года умеренно консервативный Маурисио Макри был избран мэром Буэнос-Айреса.

### Список избранных губернаторов
Ссылка: Clarín, 3 сентября 2007. Национальная избирательная комиссия, министерство внутренних дел.
Провинции Корриентес и Сантьяго-дель-Эстеро не избирали губернаторов в 2007 году, поскольку выборы состоялись в 2005 году.
- Буэнос-Айрес избрала 24 июня 2007 — мэра Маурисио Макри (ПРО, 61,0 % — за)
- Провинция Буэнос-Айрес избрала 28 октября 2007 — Даниэля Скиоли (ФЗП — ХП, 48,1 %)
- Катамарка избрала 11 марта 2007 — Эдуардо Брисуэлу (ГРС, 56,7 %)
- Чако избрала 16 сентября 2007 — Хорхе Капитанича (ФЗП — ХП, 46,8 %)
- Чубут избрала 16 сентября 2007 — Марио Невеса (ФЗП — ХП, 71,4 %)
- Кордова избрала в июне 2007 — Хуана Скиаретти (ФЗП — ХП, 37,1 %) (критика: кандидат Гражданского и Социального фронта Луис Уэс набравший 36,0 %, обвинил Скиаретти в «фальсификации выборов»)[6]
- Энтре-Риос избрала 18 марта 2007 — Серхио Урибарри (ФЗП — ХП, 47,1 %)
- Формоса избрала 28 октября 2007 — Хильдо Инсфрана (ХП, 35,8 %)
- Жужуй избрала 28 октября 2007 — Вальтера Баррионуэво (ФЗП — ХП, 35,8 %)
- Ла-Пампа избрала 28 октября 2007 — Оскара Хорхе (ХП, 47,3 %)
- Ла-Риоха избрала 19 августа 2007 — Луиса Эрреру (Frente Riojano — ХП, 41,1 %)
- Мендоса избрала 28 октября 2007— Кельсо Хака (ХП, 37,9 %)
- Мисьонес избрала 28 октября 2007 — Мауриса Клосса (Фронт за возрождение Concord, ХП, 38,4 %)
- Неукен избрала 3 июня 2007 — Хорхе Сапака (НДН, 46,7 %)
- Рио-Негро избрала 20 марта 2007 — Мигуэля Сайса (ГРС,46.3 %)
- Сальта избрала 28 октября 2007 — Хуана Мануэля Уртубея (ФЗП, Партия возрождения Сальты, 45,5 %)
- Сан-Хуан избрала 12 августа 2007 — Хосе Гиойю (ФЗП — ХП, 61,2 %)
- Сан-Луис избрала 19 августа 2007 — Альберто Родригеса Саа (ХП, 82,8 %)
- Санта-Крус избрала 28 октября 2007 — Даниэля Перальту (ФЗП — ХП, 58,2 %)
- Санта-Фе избрала 2 сентября 2007 — Хермеса Биннера (Прогрессивный гражданский и социальный фронт — СП, 48,6 %)
- Огненная Земля избрала 24 июня 2007 — Фабиану Риос (Support for an Egalitarian Republic (ARI), 52,0 %)
- Тукуман избрала 26 августа 2007 — Хосе Альперовича (ФЗП — ХП 82,6 %)

## Кандидаты на пост президента
На выборах участвовали 14 кандидатов на пост президента, хотя только 3 или 4 обладали реальной поддержкой избирателей. Все кандидаты:
- Кристина Фернандес де Киршнер: левоцентристская перонистка, супруга действующего президента Нестора Киршнера и его преемником, так как он отказался баллотироваться новых выборах. Она выиграла президентские выборы в первом туре набрав около 45 % голосов.
- Элиса Каррио: Бывший член партии Гражданский радикальный союз вошла в политику благодаря Фернандо де ла Руа. Она участвовала в выборах 2003 на которых заняла пятое место. Каррио используя на выборах левоцентристскую платформу с кандидатом в вице-президенты Рубеном Хустиниани заняла второе место набрав примерно 23 % голосов.
- Роберто Лаванья: Бывший министр экономики правительства Нестора Киршнера, который ушёл в отставку в конце 2005 года. Он получил поддержку от умеренных перонистов и был одобрен в качестве кандидата партией Гражданский радикальный союз. Его платформа известна как «центристско-прогрессивная». Занял третье место с 17 % голосов. Кандидатом в вице-президенты был Херардо Моралес.
- Альберто Родригес Саа: Действующий губернатор провинции Сан-Луис. Он представлял консервативных перонистов в отличие от партии Нестора Киршнера. Кандидатом в вице-президенты был Эктор Мария Майя.
- Фернандо Соланас: Известный кинорежиссёр представлял Аутентичную социалистическую партию. Кандидатом в вице-президенты был: Анхель Франциско Каделли
- Хорхе Собис: бывший губернатор Провинции Неукен с 1999 по 2007 год. Руководит народной партией Неукена. Кандидатом в вице-президенты был: Хорхе Асис.
- Рикардо Мэрфи: Представлял право-центристскую Recreate for Growth партию, которая находится в яльянсе с партией Предложение республике партии расположенной в столице Буэнос-Айрес руководимой мэром Маурисио Макри. Мэрфи участвовал в выборах 2003 года, заняв третье место. Кандидатом в вице-президенты был: Эстебан Бульрич.
- Уилма Риполь: Кандидатом в вице-президенты был: Эктор Бидонде, кандидат от социалистов.
- Нестор Питрола: Представлял Рабочую партию. Кандидатом в вице-президенты был: Габриэла Арройо.
- Хосе Монтес: Критиковал план приватизации Карлоса Менема. Кандидатом в вице-президенты был Эктор Антонио Хеберлинг.
- Луис Аманн: Представлял Гуманистическую партию — вместе с Латиноамериканским объединённым союзом. Кандидатом в вице-президенты был: Рохелио Леонарди.
- Рауль Кастельс: piquetero (активист который участвовал в акциях протеста). Кандидатом в вице-президенты была его жена, Нина Пелосо.
- Густаво Обейд: Правый националист участвовал в манифестациях против Карлоса Менема в 1990 году. Кандидатом в вице-президенты был: Эктор Рауль Вергара.
- Хуан Мусса: Кандидат от «традиционных» перонистов. Кандидатом в вице-президенты был: Бернардо Неспраль.

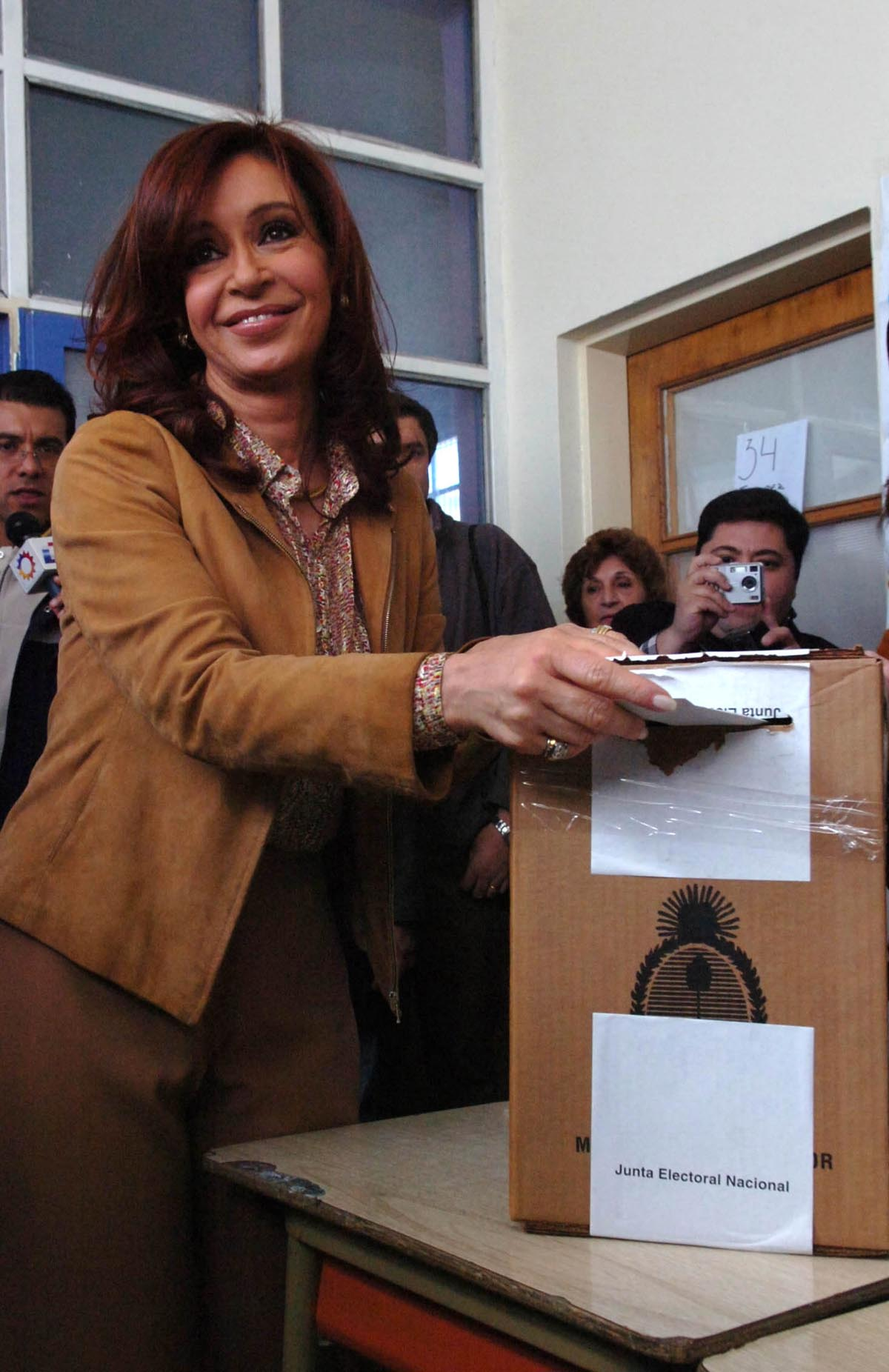
Кристина Киршнер
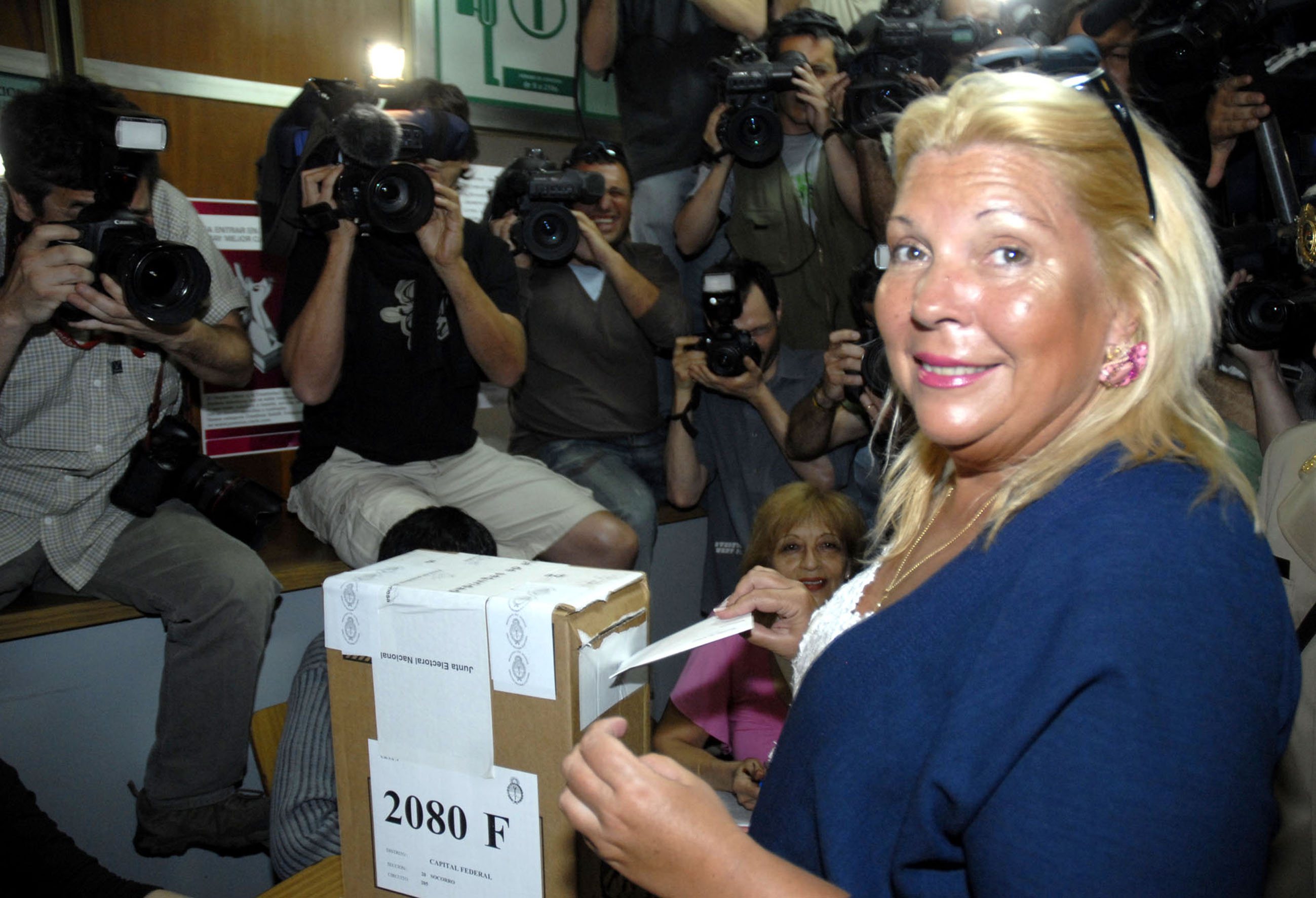
Элиса Каррио
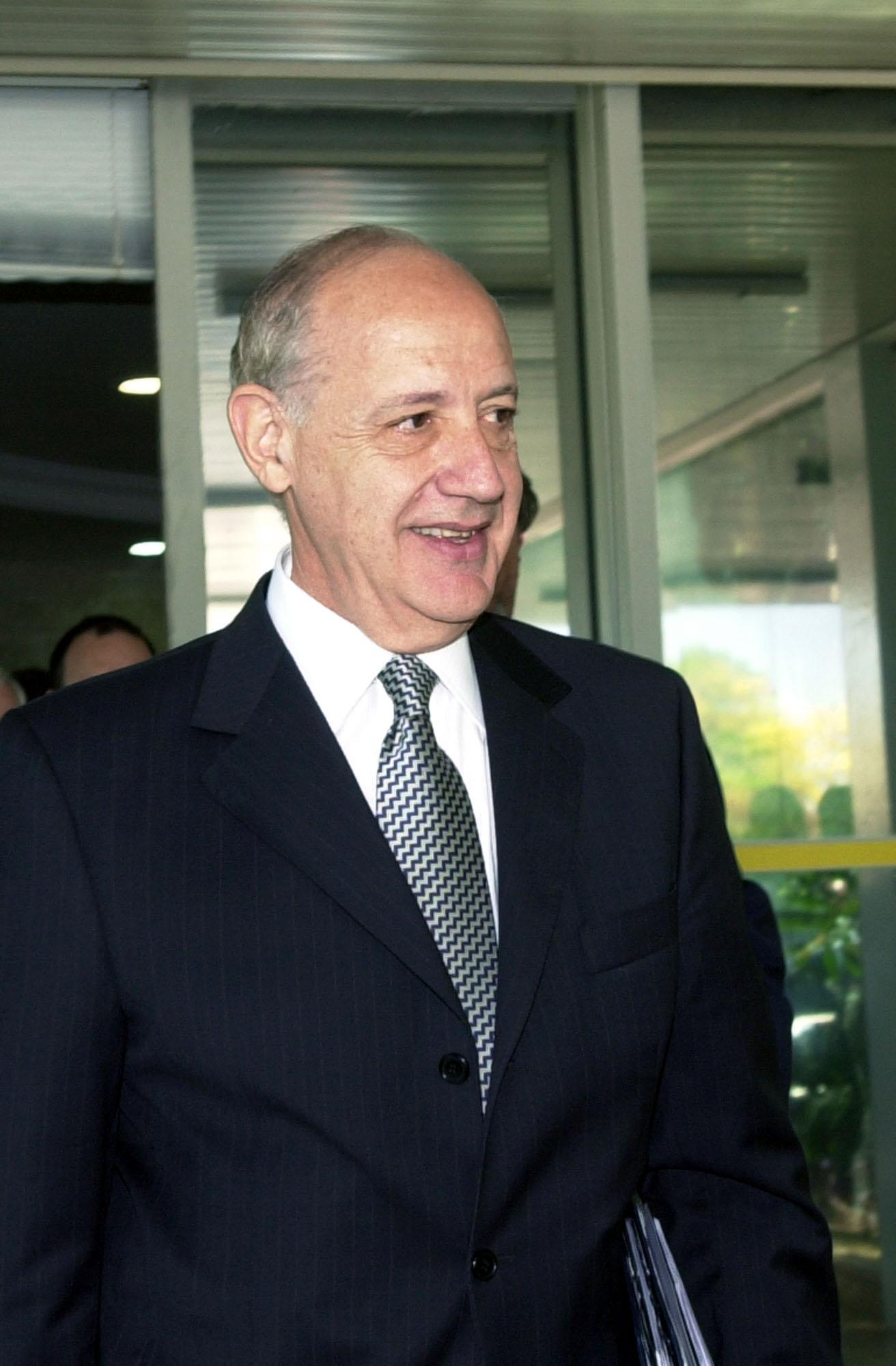
Роберто Лаванья
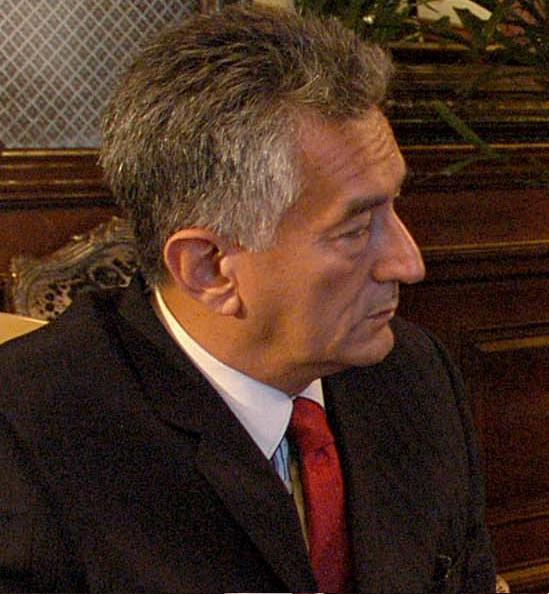
Альберто Родригес Саа
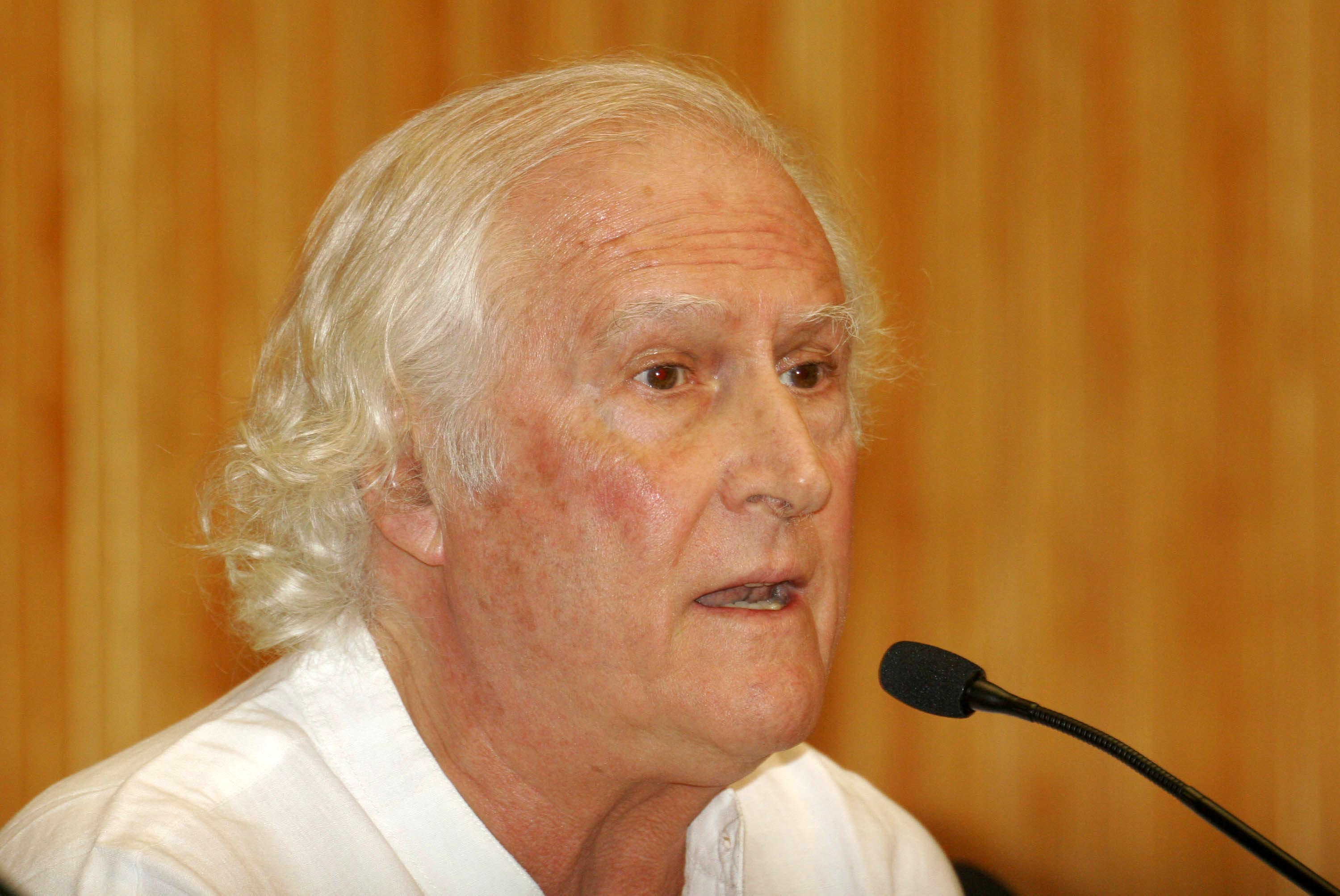
Фернандо Соланас

## Результаты президентских выборов
| Итоговые результаты (по данным министерства внутренних дел). |                            |                                                   |               |        |
| Кандидат в президенты                                        | Кандидат в вице-президенты | Партия                                            | Проголосовало | %      |
| Кристина Фернандес де Киршнер                                | Хулио Кобос                | Фронт за победу                                   | 8,651,066     | 45.29  |
| Элиса Каррио                                                 | Рубен Хустиниани           | Гражданская Коалиция                              | 4,401,981     | 23.04  |
| Роберто Лаванья                                              | Херардо Моралес            | An Advanced Nation (UNA)                          | 3,229,648     | 16.91  |
| Альберто Родригес Саа                                        | Эктор Майя                 | Федеральный перонизм                              | 1,458,955     | 7.64   |
| Фернандо Соланас                                             | Анхель Франсиско Каделли   | Аутентичная социалистическая партия               | 301,265       | 1.58   |
| Рикардо Мэрфи                                                | Эстебан Бульрич            | Recreate for Growth                               | 273,015       | 1.43   |
| Хорхе Собис                                                  | Хорхе Асис                 | Всего                                             | 268,255       | 1.40   |
| Хорхе Собис                                                  | Хорхе Асис                 | Народная партия Неукена                           | 152,419       | 0.80   |
| Хорхе Собис                                                  | Хорхе Асис                 | Popular Union                                     | 69,079        | 0.36   |
| Хорхе Собис                                                  | Хорхе Асис                 | Movement of Neighborhood Action                   | 36,809        | 0.19   |
| Хорхе Собис                                                  | Хорхе Асис                 | Movement for Dignity and Independence             | 9,948         | 0.05   |
| Вильма Риполь                                                | Эктор Бидонде              | Социалистическое рабочее движение                 | 142,421       | 0.75   |
| Нестор Питрола                                               | Габриэла Арройо            | Рабочая партия                                    | 116,564       | 0.61   |
| Хосе Монтес                                                  | Эктор Антонио Хеберлинг    | СРП-ДЗС-ЛС Альянс                                 | 84,662        | 0.44   |
| Луис Аманн                                                   | Рохелио Леонарди           | Латино-Американский альянс                        | 69,760        | 0.37   |
| Рауль Кастельс                                               | Нина Пелосо                | Независимое движение за занятость и пенсии (НДЗП) | 48,786        | 0.26   |
| Густаво Обейд                                                | Эктор Рауль Вергара        | Народная реконструкционная партия                 | 45,282        | 0.24   |
| Хуан Мусса:                                                  | Бернардо Неспраль          | Популисткая лоялисткая конфедерация               | 10,551        | 0.06   |
| Всего проголосовало                                          | Всего проголосовало        | Всего проголосовало                               | 19,102,211    | 100.00 |
| воздержалось                                                 | воздержалось               | воздержалось                                      | 1,330,885     | 6.44   |
| не проголосовало                                             | не проголосовало           | не проголосовало                                  | 240,074       | 1.16   |
| Результат (около 76.31%)                                     | Результат (около 76.31%)   | Результат (около 76.31%)                          | 20,673,170    | 100.00 |
| Источник: Interior Ministry                                  |                            |                                                   |               |        |

## Результаты выборов в парламент
Были выбраны 130 из 257 членов палаты депутатов и 24 из 72 членов сената. Результаты:
Палата депутатов
- Фронт за победу: 78 мест в парламенте (+13), всего 153 мест в парламенте
- Гражданская коалиция: 19 мест в парламенте (+13), всего 27 мест в парламенте
- Гражданский радикальный союз: 14 мест в парламенте (-7), всего 30 мест в парламенте
- Республиканское предложение: 2 мест в парламенте (-11), всего 13 мест в парламенте
- Перонистская партия, оппозиционная Киршнерам: 2 мест в парламенте (-15), всего 9 мест в парламенте
- другие: 15 мест в парламенте (+7), всего 25 мест в парламенте

Сенат
- Фронт за победу: +3 сенатора, всего 44 сенатора
- Гражданская коалиция: +4 сенатора, всего 5 сенаторов
- Гражданский радикальный союз: −5 сенаторов, всего 10 сенаторов
- Перонистская партия, оппозиционная Киршнерам: ±0 сенаторов, всего 4 сенатора
- провинциальные партии: ±0 сенаторов, всего 9 сенаторов